# Чёрный пояс
Чёрный пояс — синоним звания дан в японских и корейских боевых искусствах. Обладатель этого звания в большинстве боевых искусств имеет элементом одежды для занятий пояс чёрного цвета.
Ширина пояса обычно составляет 4—6 см. Длина может составлять 180—350 см и зависит от антропометрии спортсмена и от правил единоборства, требующих завязывать его в один или два оборота.

## История

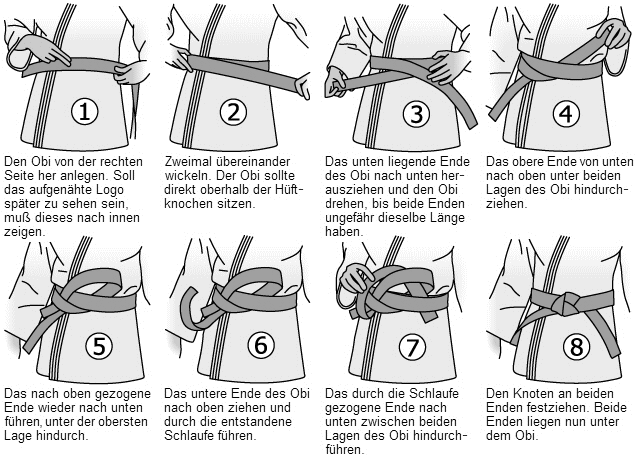
Способ завязывания оби

Чёрные пояса для обладателей мастерских степеней ввёл основатель дзюдо Дзигоро Кано в 1886 году. Тогда пояса ещё не были похожи на современные, поскольку ещё не была создана специальная одежда для занятий боевыми искусствами. Ученики в то время занимались в додзё в повседневном кимоно, и первые чёрные пояса были обычными поясами-оби. Только в 1907 году Кано ввёл современное дзюдоги и современные пояса, белого и чёрного цветов для кю и данов соответственно. Цветные ученические пояса появились ещё позднее — в 1926 году в дзюдо и с 1950-х в других единоборствах.

## Символическое значение
Существует несколько разных символических объяснений чёрного пояса:
- Белый пояс символизирует чистоту и отсутствие знаний, поэтому его носят новички в единоборствах. Чёрный же пояс, напротив, символизирует мудрость и всеохватность, познание всего. Чёрный цвет поглощает все цвета, впитывает их в себя[2]. Обладатели наивысшего мастерства вновь надевают белый пояс, что символизирует достижение просветления. Известно, что этой точки зрения придерживался Дзигоро Кано[3]. Сейчас она распространена в основном в айкидо.
- Новичок получает белый пояс, который по мере тренировок становится сначала жёлтым от пота, затем красным от крови, затем коричневым от запёкшейся крови и наконец чёрным от всех воздействий и пыли. Такой символизм обычно упоминается в отдельных стилях карате и в тхэквондо, где пояса соответствующих цветов идут в таком порядке (полная последовательность поясов в тхэквондо включает и другие цвета, но хронология сохраняется).
- Чёрный цвет символизирует ночь, с которой начинается новый день, достигнув первого чёрного пояса, каратист словно бы вступает в новый день — на новом уровне мастерства, и происходит трансформация духа, мастер не «занимается карате», а живёт им, совершенствуется для себя.

## Дополнительные отметки на поясе

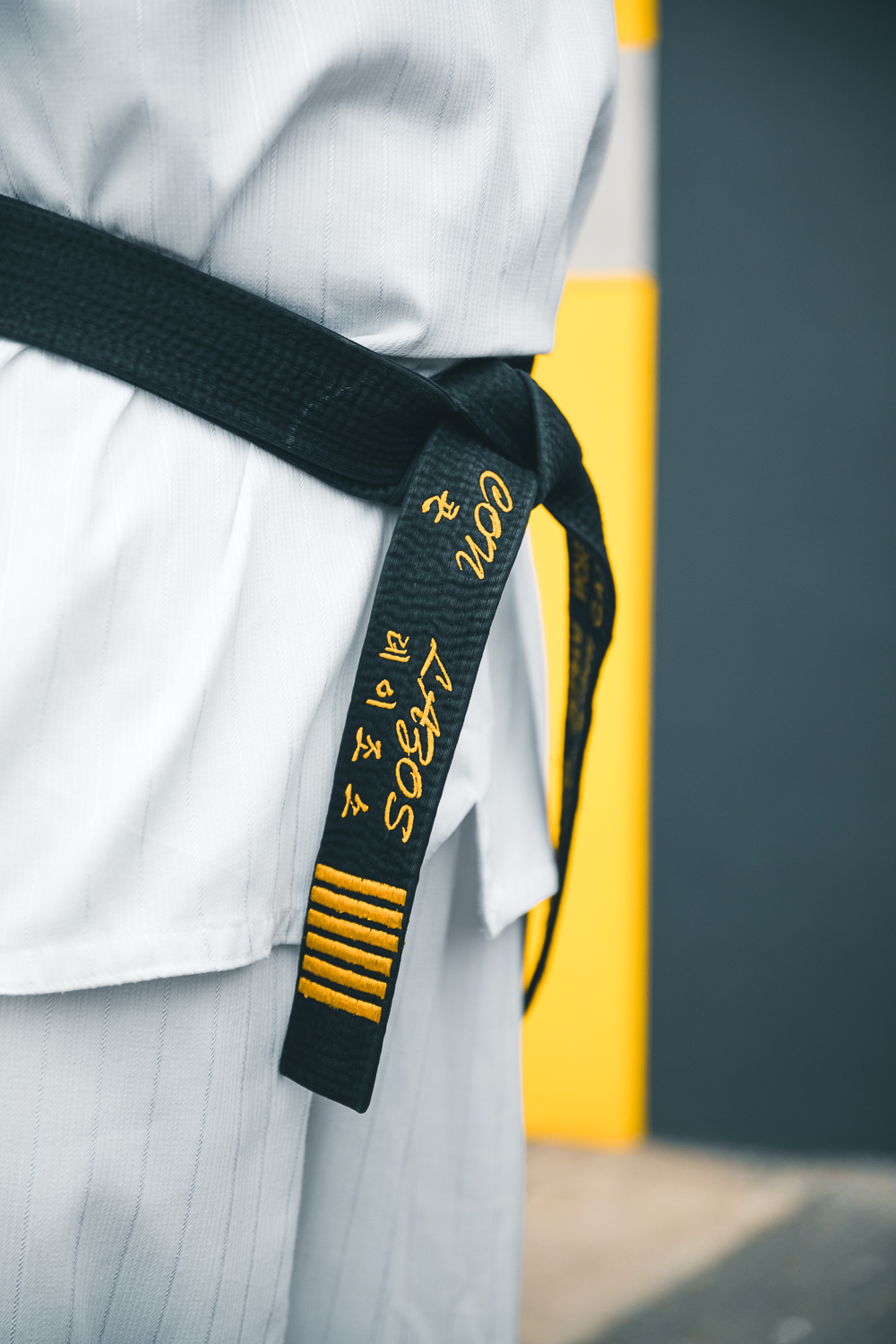
Чёрный пояс VI дана с именем спортсмена и шестью полосками

На чёрный пояс могут наноситься дополнительные нашивки и обозначения, нехарактерные для цветных поясов.
Полоски на пояс — общепринятое обозначение достигнутого мастером дана — представляют собой перпендикулярные линии контрастного цвета возле одного из концов пояса, количество которых соответствует дану. Исторически они нашивались на существующий пояс, в настоящее время, как правило, всё изделие заменяется на новое. В бразильском джиу-джитсу возле конца пояса имеется специальное красное поле, в котором и размещаются белые полоски количеством от одной до шести. В ушу, карате, кудо, дзюдо, тхэквондо и вьет во дао используются золотые (реже — белые) полоски на конце пояса. Альтернативным, более редким, способом является нашивка в виде римской цифры. В арнисе используется красная (для IX и X данов — серебряная и золотая соответственно) обшивка вдоль пояса и арабская цифра того же цвета на конце.
Распространена практика, когда на конце пояса вышивается имя атлета.
На чёрном поясе в тхэквондо и карате иногда имеется название боевого искусства, записанное на английском или оригинальном (корейском, японском) языке.
На поясах заводского изготовления в наши дни, как правило, имеется логотип производителя и спортивной федерации, если она имеет с ним договор.

## Сроки достижения чёрного пояса

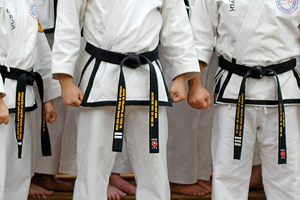
Чёрные пояса I, II и III данов в тхэквондо

Как правило, для получения чёрного пояса I дана должен пройти хотя бы 1 год после получения предыдущей ученической степени (I кю). Общий срок занятий боевым искусством, требуемый для мастерского овладения им, составляет не менее 5 лет. Регламенты некоторых федераций теоретически допускают достижение чёрного пояса за меньшее время, однако на практике это невозможно, если только спортсмен ранее не занимался другим единоборством.
Минимальный предусмотренный возраст получения чёрного пояса в разных боевых искусствах составляет от 15 (тхэквондо, дзюдо, некоторые стили айкидо, карате и ушу) до 19 (джиу-джитсу) лет.
В тхэквондо может присваиваться специальный пояс для спортсменов, сдавших аттестацию как на I дан, но не достигших минимального возраста; в дальнейшем он подлежит конвертации в чёрный пояс на специальной подтверждающей аттестации без жёстких требований. Соответствующая степень мастерства называется «пхум», а присваиваемый пояс имеет чёрно-красный (WT) или чёрный с белой полосой (ITF) цвет.
Для получения следующих мастерских степеней почти во всех единоборствах действует принцип «номер ожидаемого дана равен числу лет с момента присвоения предыдущего». Так, например, чтобы получить второй дан, нужно тренироваться 2 года после получения первого, и так далее.

## Сравнительная таблица
| Единоборство   | Федерация   | Мин. возраст | Мин. срок от начала занятий  | Мин. срок от предыдущего пояса | Высшая степень | Комментарии                       | Ориг |
| -------------- | ----------- | ------------ | ---------------------------- | ------------------------------ | -------------- | --------------------------------- | ---- |
| Арнис          | IARNIS      | 18 лет       |                              | 1 год                          | 10 дан         |                                   | 1    |
| Айкидо         | AYF         |              |                              |                                | 10 дан         |                                   |      |
| Айкидо         | IAF         | 15 лет       | 300 тренировочных дней       | 70 тренировочных дней          | 10 дан         | [ только японцы 1 ]               |      |
| Айкидо         | SAF         | 16 лет       | 420 часов практики           | 1 год и 100 часов практики     | 9 дан          |                                   |      |
| Карате         | WKF         | 15 лет       | 3 года                       |                                | 10 дан         | [ перезачёт поясов 1 ]            | 2    |
| Карате         | ITKF        | 16 лет       | 3 года                       | 10 месяцев                     | 10 дан         | [ перезачёт поясов 1 ]            | 3    |
| Карате         | AIKO        | 18 лет       | 8 лет                        | 1 год                          | 10 дан         |                                   |      |
| Кудо           | KIF         | 18 лет       | 5 лет                        | 1 год                          | 10 дан         |                                   |      |
| Тхэквондо      | WT          | 15 лет       | 5 лет                        | 1 год                          | 10 дан         | [ сокр. сроков 1 ] [ ч/к пояс 1 ] |      |
| Тхэквондо      | ITF         | 16 лет       |                              |                                | 9 дан          | [ сокр. сроков 1 ] [ ч/б пояс 1 ] |      |
| Тхэквондо      | GTF         | 16 лет       |                              |                                | 9 дан          |                                   |      |
| Ушу            | IWUF        | 14 лет       |                              | 1 год                          | 9 дан          | [ Дуаньвэй 1 ]                    | 5    |
| Дзюдо          | IJF         | 15 лет       |                              | 1 год                          | не опр.        | [ неогр. даны 1 ]                 | 6    |
| Джиу-джитсу    | IBJJF       | 19 лет       | 4,5 года                     | 1 год                          | 10 дан         | [ сокр. сроков 1 ]                |      |
| Джиу-джитсу    | JJIF        | 19 лет       | 4,5 года и 964 часа практики | 1 год и 260 часов практики     | 10 дан         |                                   |      |
| Хапкидо        |             |              |                              |                                | 10 дан         |                                   |      |
| Вьет во дао    | Vovinam-VVD | 16 лет       |                              | 3 года                         | 10 дан         | [ сроки 1 ]                       | 10   |
| Рукопашный бой | HSIF        |              | 3 года                       | 6 месяцев                      | 10 дан         | [ спорт и тренерство 1 ]          |      |

## Почётный чёрный пояс
Иногда спортивные федерации вручают так называемые почётные чёрные пояса лицам, которые внесли тот или иной значительный вклад в развитие и популяризацию единоборства, хотя сами не имеют достижений.
Практика вручения почётных чёрных поясов не одобряется в спортивном сообществе и иногда рассматривается как оскорбление боевого искусства, а по отношению к одаряемому — как лизоблюдство или форма взятки, если цель таких действий — протекция развитию единоборства в стране или регионе. Даже мастера, которые выписывают почётные даны, понимают, что они не вызывают уважения, однако зачастую вынуждены это делать в условиях обстоятельств. Есть мнение, что федерациям следует придумать для таких целей специальный почётный пояс другого цвета, например, золотой, и вручать его без обозначения дана; известно, что Федерация дзюдо России поступила именно так.
Чаще всего почётные чёрные пояса вручаются федерациями карате, поскольку в этом боевом искусстве существует множество стилей и организаций, не консолидированных глобально, каждая из которых ограничена в финансах и не имеет других возможностей для содействия продвижению в регионе или стране. Сайт «Мир каратэ» вёл учёт знаменитостей и политиков, имеющих чёрный пояс, как полученный за достижения, так и почётный. Реже почётные даны присваиваются в других единоборствах. Имели место даже случаи вручения почётных чёрных поясов в смешанном единоборстве в российской организации IF FCF MMA.
«Кавалерами» почётных данов нередко являются главы государств, религиозные деятели (например, папа Франциск), спортивные чиновники и деятели искусств. Некоторые из них могут иметь реальные достижения в другом единоборстве (например, американский актёр Стивен Сигал, являющийся мастером айкидо, также имеет и почётный чёрный пояс V дана по тхэквондо ITF). В некоторых случаях организация, присвоившая такой пояс, может отозвать его, так, например, президент РФ В. Путин с 2013 года имел почётный чёрный пояс IX дана по тхэквондо WT, однако в 2022 году после вторжение РФ на Украину был его лишён.

## Факты
- В некоторых боевых искусствах обладателям наивысших степеней мастерства (от VI дана и выше) присваивается пояс другого цвета, например, красный или коралловый. Его обладатель имеет право носить обычный чёрный пояс.[источник не указан 851 день]
- В некоторых традиционных корейских школах боевых искусств вместо чёрного присваивали полуночно-синий пояс. Это объяснялось тем, что чёрный цвет символизирует конец, смерть, ничего темнее него быть не может, в то время как тёмно-синий цвет указывает на то, что возможности для развития ещё есть и это не конец пути[15][16].
- Вин-чун — единственное в мире боевое искусство, созданное женщиной — имеет уникальную систему поясов. Чёрный пояс там носят ученики, красный — мастера, а жёлтый — грандмастера. Такая система практически противоположна обычным практикам большинства единоборств, где жёлтый пояс носят младшие ученики, а чёрный — мастера. Согласно неофициальной легенде, это было сделано для того, чтобы женщинам не было обидно перед своими супругами. Более реальное обоснование связано с тем, что в вин-чун чёрная спортивная форма[17].
- По определению, чёрный пояс может присваиваться только в тех единоборствах, где тренировочная одежда предполагает её подвязывание поясом. Тем не менее известны отдельные организации, присваивающие чёрные пояса по кикбоксингу (Шведский союз кикбоксинга) и даже смешанному единоборству (IF FCF MMA)[11]. Имеет место путаница между мастерскими степенями и их символическому обозначению: в действительности выдавать какой-либо пояс обладателю мастерской степени нецелесообразно, если форма не предполагает его ношение.[источник не указан 851 день]